# Emmet Stagg

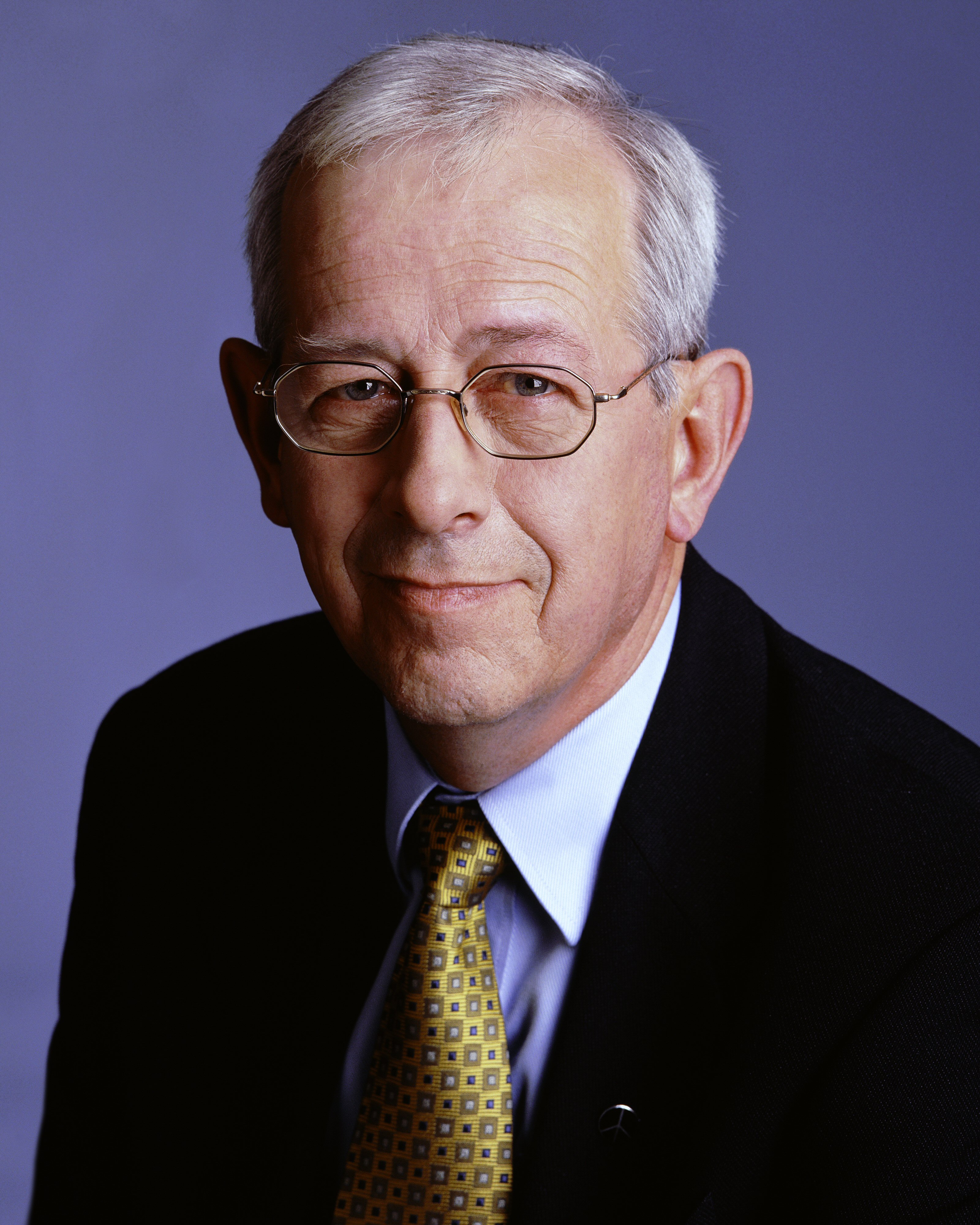
Emmet Stagg (2002)

Emmet Stagg (* 1. Oktober 1944 in Hollymount, County Mayo; † 17. März 2024) war ein irischer Politiker der Irish Labour Party. Er war von 1987 bis 2016 Mitglied (Teachta Dála) im Dáil Éireann, dem Unterhaus des irischen Parlaments.

## Leben
Stagg wuchs in einer Familie mit 13 Kindern, darunter sein Bruder Frank Stagg (1942–1976), auf. Nach seinem Abschluss am Dublin Institute of Technology arbeitete er als medizinisch-technischer Angestellter am Trinity College Dublin. Seine politische Laufbahn begann 1979, als er für den Bezirk Celbridge in den Kildare County Council einzog. Dieses kommunale Mandat behielt er bis 2003.
In den Dáil Éireann konnte er nach den Wahlen 1987 für den Wahlkreis Kildare einziehen. Durch innerparteiliche Auseinandersetzungen trat er Anfang der 1990er Jahre der Democratic Left bei, ohne die Labour Party zu verlassen. In der Regierung Reynolds II wurde er am 13. Januar 1993 zum Staatsminister im Umweltministerium für Wohnungsangelegenheiten und Stadterneuerung ernannt. Mit dem Rücktritt aller Amtsinhaber der Irish Labour Party am 17. November 1994 verließ auch Stagg seinen Posten. In der nachfolgenden Regierung Bruton wurde er am 20. Dezember 1994 zum Staatsminister im Verkehrsministerium ernannt. In diesem Amt verblieb er bis zum Ende der Legislaturperiode. Durch die Wahlkreisreform trat Stagg bei den Wahlen 1997 für den Wahlkreis Kildare North an und konnte seinen Sitz dort bis 2016 verteidigen. 2007 wurde er zum Chief Whip der Labour-Fraktion gewählt. Diese Parteiposition hatte Stagg bis 2016 inne.
Bei den Wahlen 2016 verlor er seinen Sitz. Er versuchte auch 2020 noch einmal – als ältester Kandidat – anzutreten, scheiterte jedoch.